# Iglesia Bautista de la Avenida Woodward
La Iglesia Bautista de la Avenida era una iglesia ubicada en 2464 Woodward Avenue en Detroit, la ciudad más grande del estado de Míchigan (Estados Unidos). Fue incluida en el Registro Nacional de Lugares Históricos en 1982, pero fue destruido por un incendio en 1986 y se eliminó de la lista en 1988.

## Historia

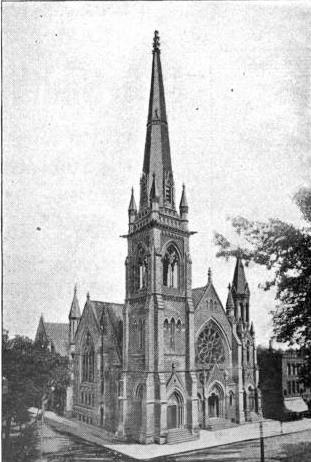
La iglesia en 1899, con la fachada original

La congregación original se organizó como Iglesia Bautista Lafayette Street en 1860. En 1886, compró el sitio actual de la iglesia y cambió su nombre. Contrataron al arquitecto Mortimer Smith para diseñarla. La construcción comenzó de inmediato y se completó en 1887. En 1934 se demolió la fachada para dar paso a la ampliación de la avenida Woodward. En 1980, la congregación vendió el edificio a la Casa Unida de Jeremías. Sufrió un incendio devastador en 1986.

## Descripción
El templo original era una iglesia de estilo neogótico victoriano tardío de piedra caliza gris y sillar con revestimiento de roca. Originalmente tenía una fachada a dos aguas con una torre de esquina alta. Sin embargo, debido al ensanchamiento de Woodward Avenue en 1935, se cortaron 14 metros (m) del frente. La sección restante medía 36 m de largo y 27de ancho, con dos puertas de arco góticas simples a cada lado de un pabellón ligeramente saliente. Hubo una adición de dos pisos en la parte trasera de 50 m de largo por 29 de ancho.